# Konstantínos Proúsalis
Konstantínos Proúsalis (en grec moderne : Κωνσταντίνος Προύσαλης), souvent appelé Kóstas Proúsalis (Κώστας Προύσαλης), est un joueur grec de volley-ball né le 6 octobre 1980 à Véria (Imathie). Il mesure 1,92 m et joue passeur. Il totalise 60 sélections en équipe de Grèce.

## Clubs
| Club                  | De        | À         |
| --------------------- | --------- | --------- |
| PAOK Salonique        | 1998-1999 | 2003-2004 |
| EA Patras             | 2004-2005 | 2005-2006 |
| Panathinaikos Athènes | 2006-2007 | 2006-2007 |
| Aris Salonique        | 2007-2008 | 2007-2008 |
| PAOK Salonique        | 2008-2009 | 2008-2009 |
| Iraklis Salonique     | 2009-2010 | 2011-2012 |
| Narbonne Volley       | 2012-2013 | 2013-2014 |
| Olympiakos Le Pirée   | 2014-2015 | 2014-2015 |
| Narbonne Volley       | 2015-2016 | 2016-2017 |
| Iraklis Salonique     | 2017-2018 | ...       |

## Palmarès
- Championnat de Grèce (1)
  - Vainqueur : 2012
  - Finaliste : 2007
- Coupe de Grèce (2)
  - Vainqueur : 2007, 2012
- Supercoupe de Grèce (1)
  - Vainqueur : 2006